# Нордюртинг
Но́рдюртинг (исл. Norðurþing, исландское произношение: [ˈnɔrðʏrˌθiŋk] (слушать)о файле) — община на севере Исландии в регионе Нордюрланд-Эйстра. В 2021 году в общине на 3729 км² проживало 3030 человек.

## История
Община Нордюртинг была образована 1 января 2006 года в рамках программы укрупнения муниципальных образований в Исландии в результате объединения городской общины Хусавикюрбайр и трех небольших сельских общин — Эхсарфьярдархреппюр, Рёйвархабнархреппюр и Кельдюнесхреппюр. Предложение объединиться было подтверждено на местном референдуме 10 июня 2006 года. Предлагаемые альтернативные названия для объединённой общины — Нордёйстюрбиггд (исл. Norðausturbyggð) и Гльюврабиггд (исл. Gljúfrabyggð), были отклонены жителями в пользу нынешнего.

## География
Территории общины находится на северо-востоке Исландии в регионе Нордюрланд-Эйстра и выходит на побережья заливов Скьяульванди и Эхсар-фьорда. Земли Нордюртинг граничат на востоке с землями общины Свальбардсхреппюр, на юго-востоке с Вопнафьярдархреппюр , а на юге с Мулатинг. С запада к Нордюртинг примыкают земли Скутюстадахреппюр и Тингейярсвейт. Община Тьёрнесхреппюр, граничащая с Нордюрдинг на северо-западе, со всех сторон окружена землями Нордюрдинга и водами Атлантическим океаном. На юго-востоке общины на вершине горы Эйнбуи, где сходятся границы четырёх общин, Нордюртинг имеет несколько метров общей границы с Лаунганесбиггд.
В Нордюрдинг есть несколько заброшенных хуторов, фермерские усадьбы и только три населённых пункта — Хусавик, Коупаскер и Рёйвархёбн. В 2021 году населения Рёйвархёбна составляло 174 человека, Коупаскер — 126, а в Хусавике, который является административным центром общины, постоянно проживало 2383 жителя.

## Инфраструктура
По территории общины проходит небольшой участок кольцевой дороги Хрингвегюр 1 и дороги регионального значения Нордёйстюрвегюр 85 и Кисильвегюр 87. Имеется около десятка дорог местного значения.
Есть два местных аэродрома — Рёйфархёбн и Коупаскер, а также один региональный аэропорт Хусавика, принимающий регулярные внутренние рейсы.
Неподалёку от Нордюрдинг, в Акюрейри есть международный аэропорт.

## Население
Источник: Mannfjöldi eftir kyni, aldri og sveitarfélögum 1998-2021 (исл.). hagstofa.is. Reykjavík: Hagstofa Íslands [Статистическая служба Исландии]. Дата обращения: 4 декабря 2021.

## Галерея

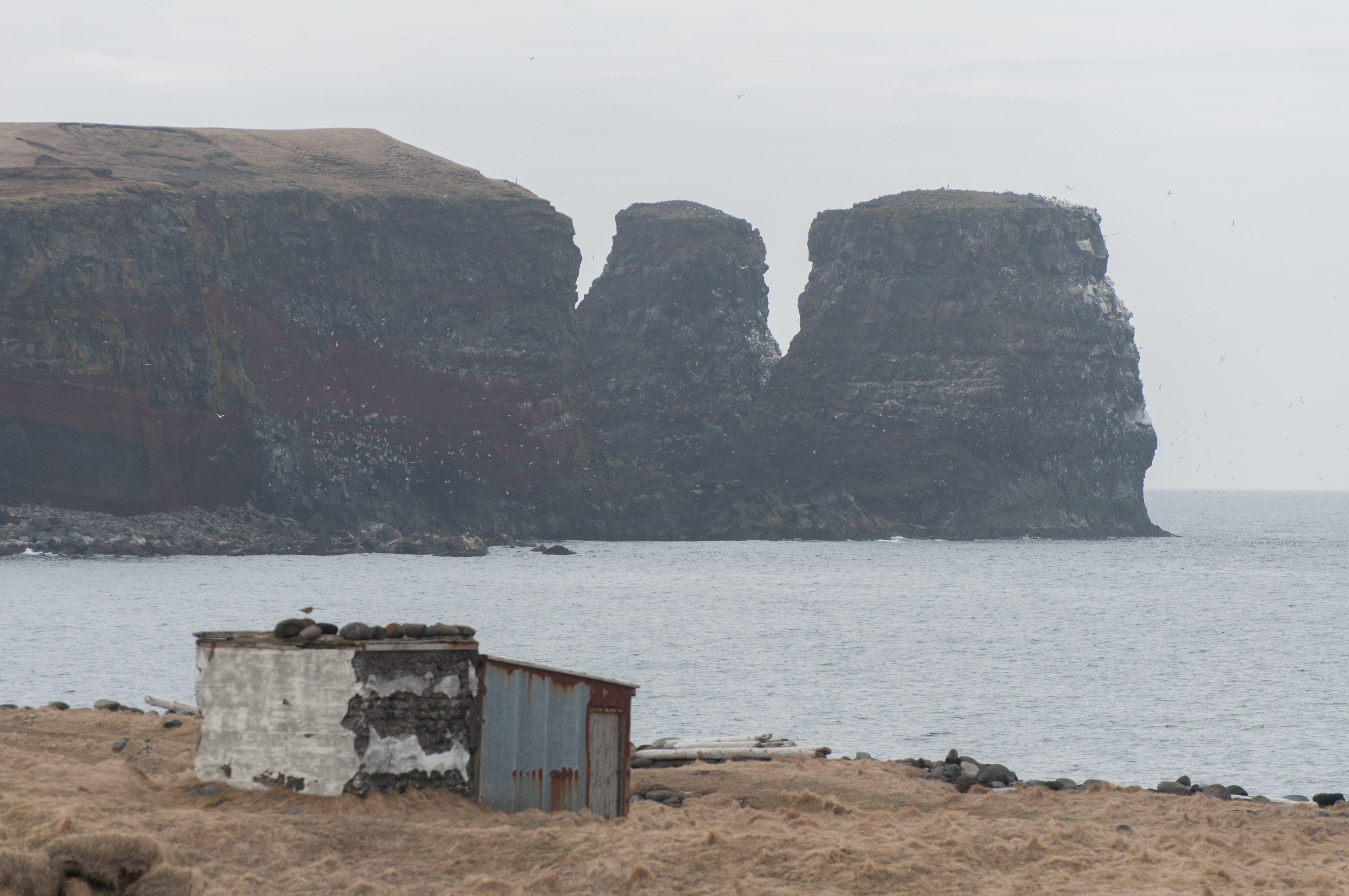
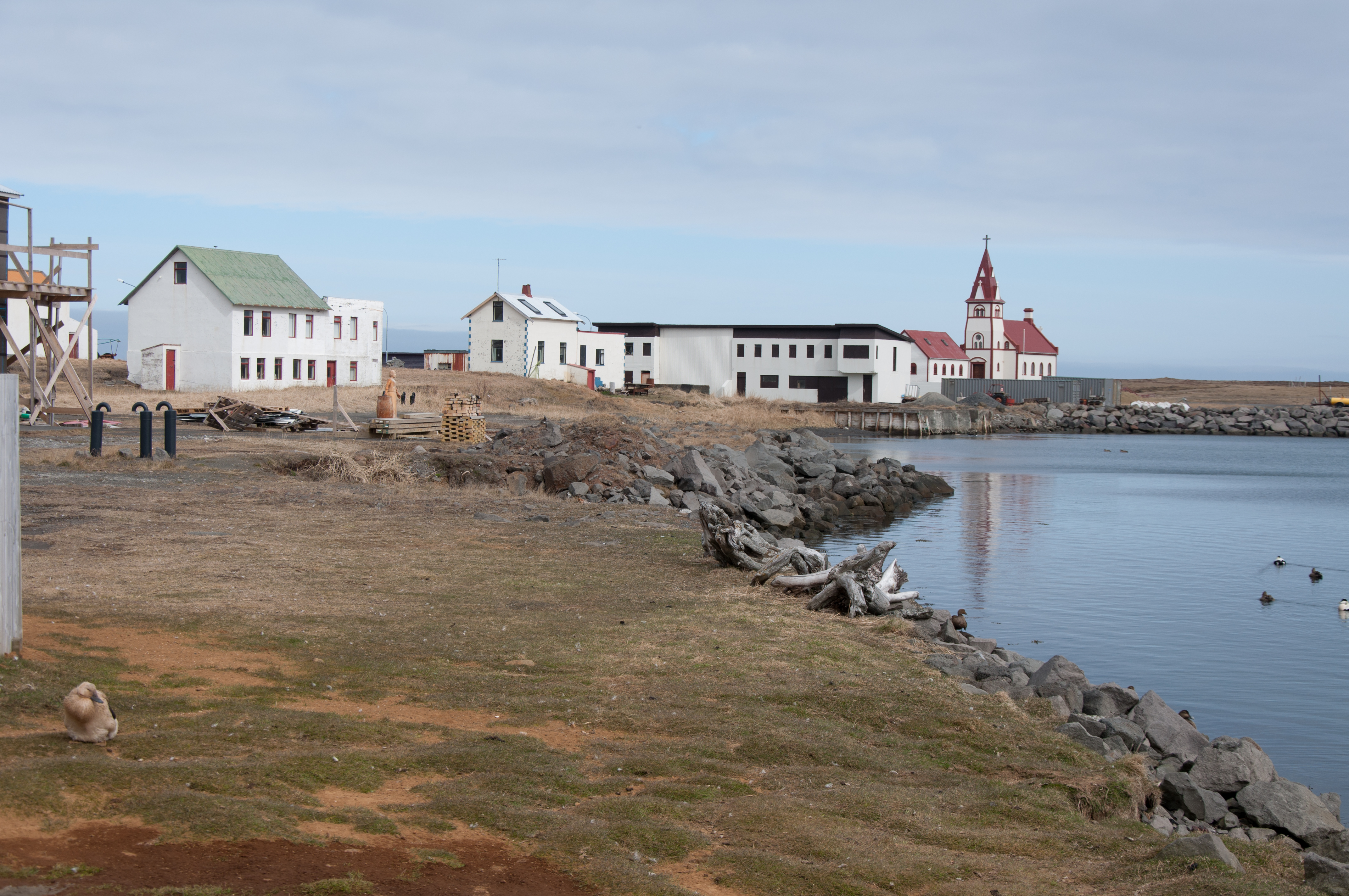
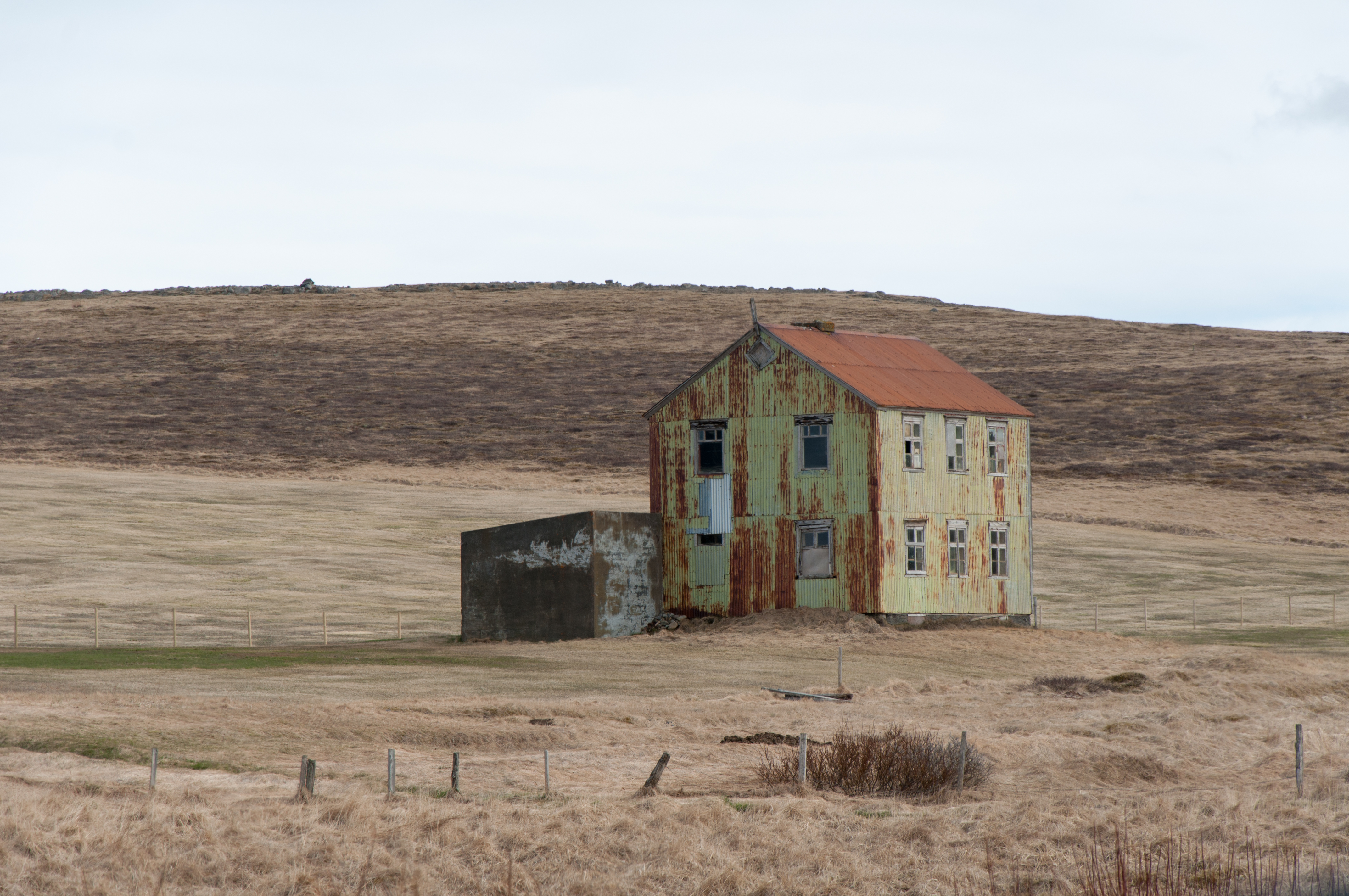
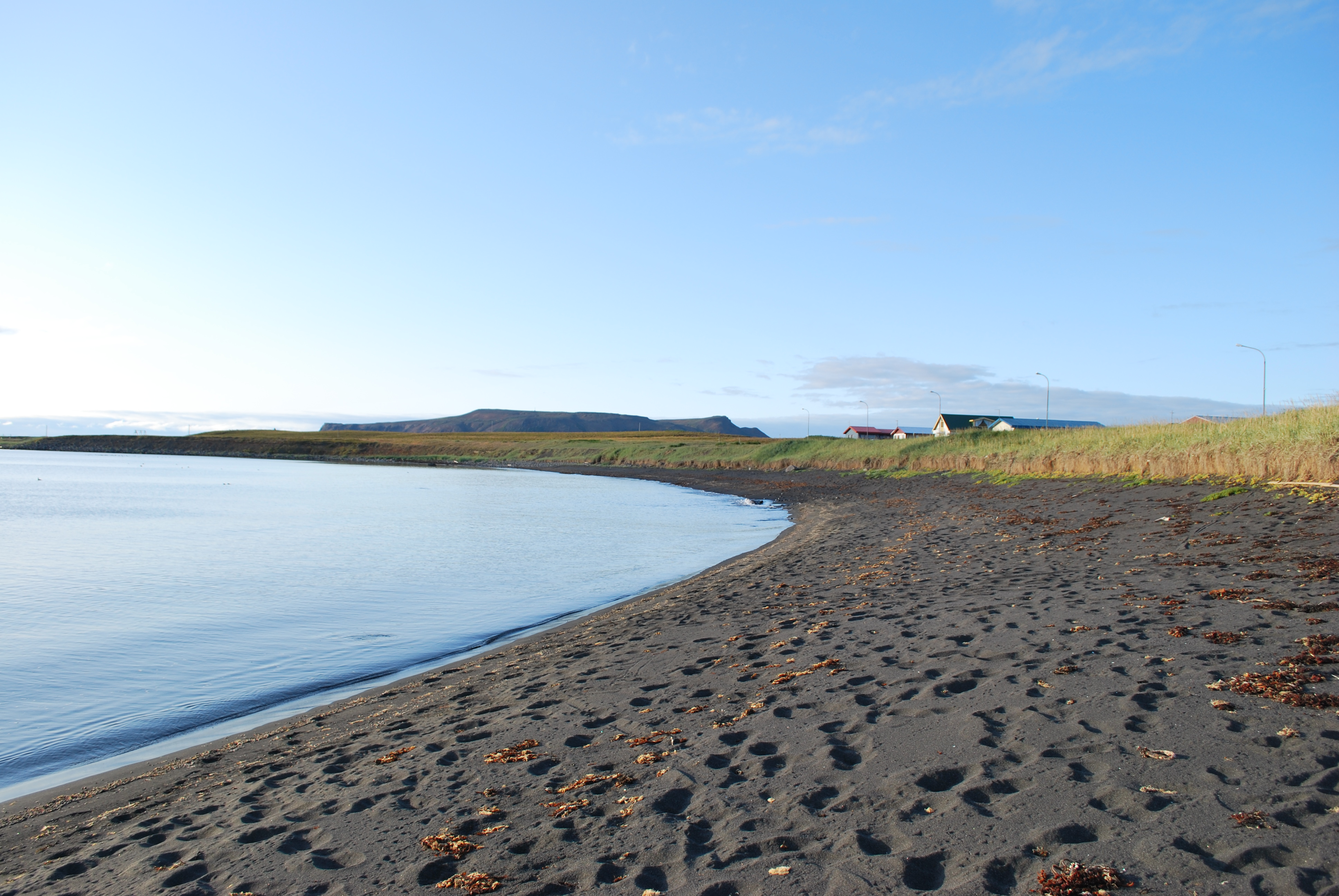
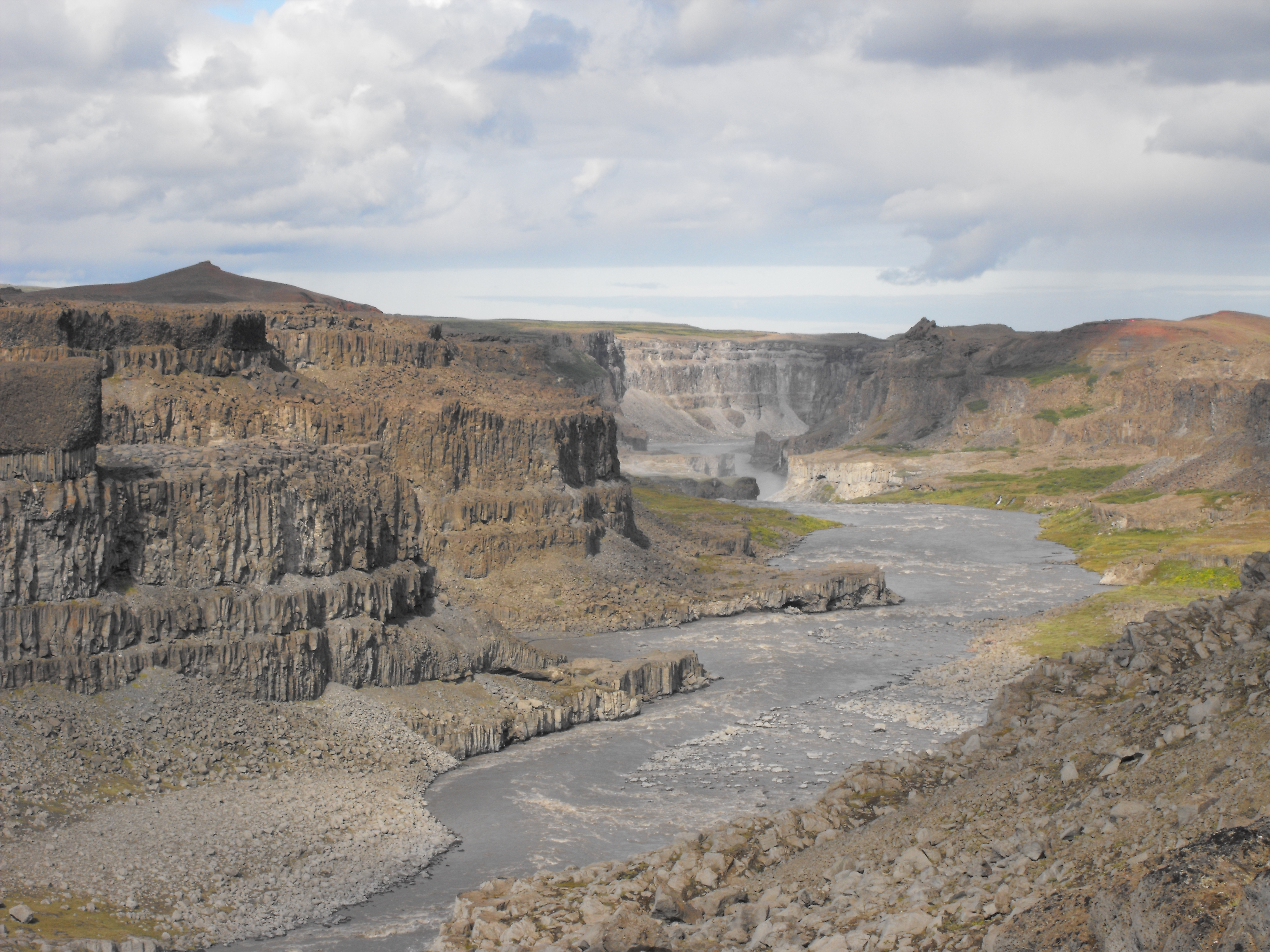
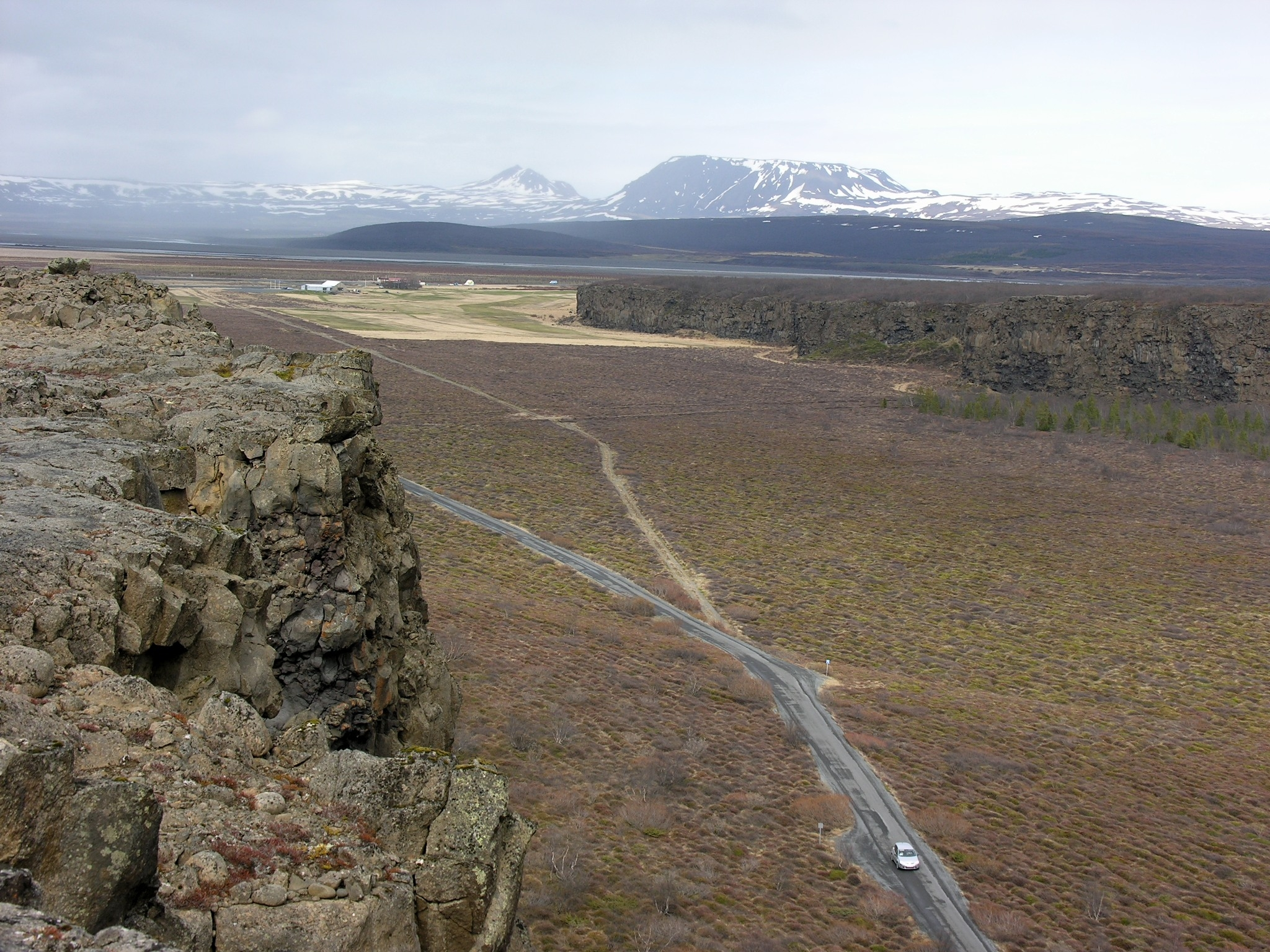
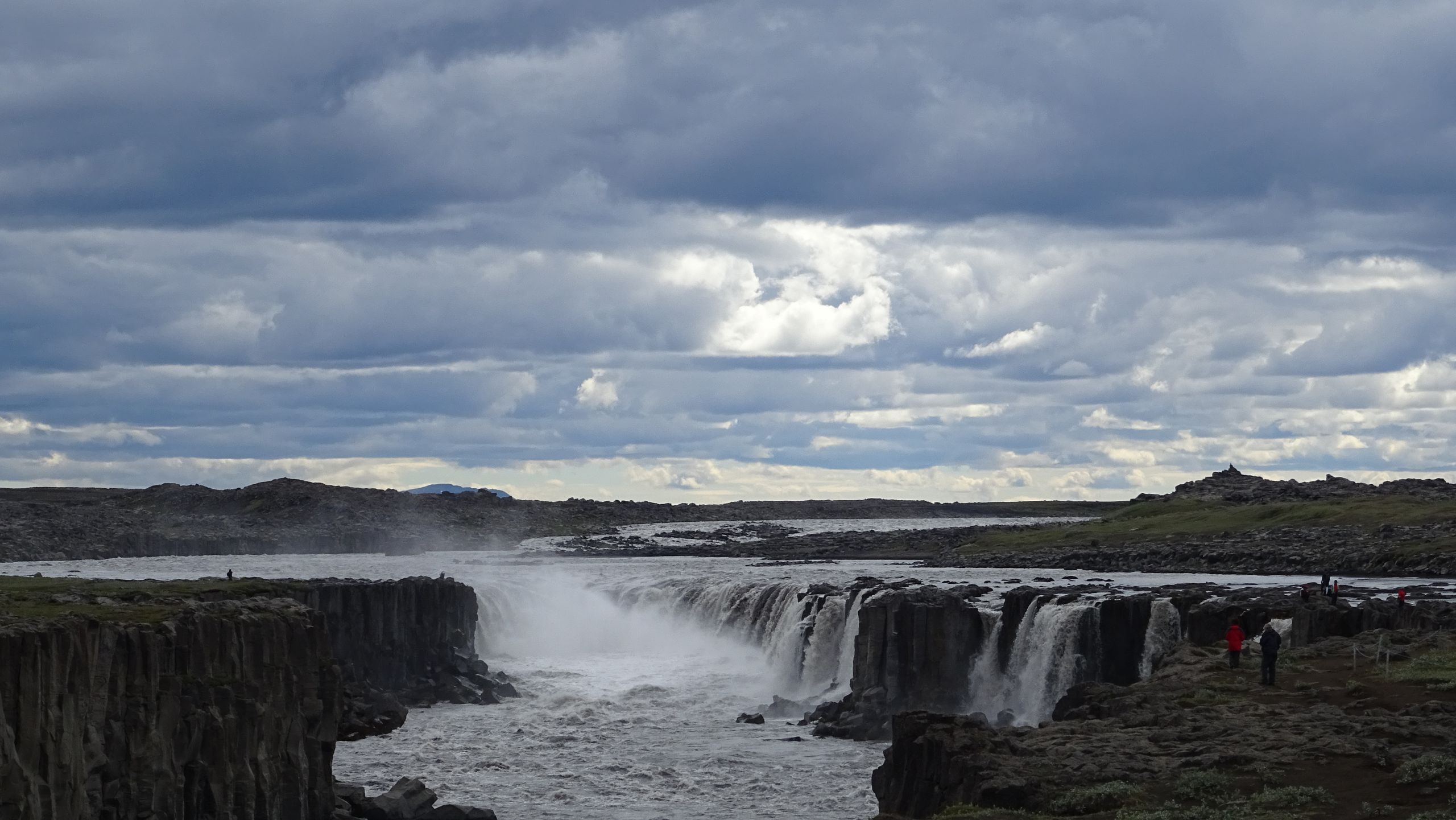